# Let Light Overcome
Let Light Overcome è il sesto EP del gruppo statunitense Our Last Night, pubblicato l'8 marzo 2019 su tutte le principali piattaforme di distribuzione digitale ed è stato venduto in copia fisica per un periodo limitato.

## Tracce
Testi e musiche di Matt Wentworth.
1. Demons
2. The Leap
3. Bury the Hatchet
4. The Darkness
5. Castle in the Sky
6. Bleed for You
7. Soul Speak
8. Every Time Our Earth Shakes

## Formazione
- Trevor Wentworth – voce
- Matt Wentworth – chitarra, cori
- Alex "Woody" Woodrow – basso
- Tim Molloy – batteria